# Шексна (футбольний клуб)
«Шексна» (рос. Футбольный клуб «Шексна» Череповец) — російський футбольний клуб з міста Череповець.

## Хронологія назв
- 1997—2005 — «Північсталь»
- с 2006 — «Шексна»

## Історія

### Шексна
Заснований 1996 року під назвою «Північсталь», того ж року дебютував у четвертому дивізіоні чемпіонату Росії. У 1999 році підвищився в класі. У третьому дивізіоні російського чемпіонату виступав до завершення сезону 2011/12 років, після чого через брак фінансування припинив своє існування. 
Найкраще досягнення в першості Росії — 1 місце в зоні «Захід» другого дивізіону 2000 року, потім, не дивлячись на перемогу в перехідних матчах з «Хімками», колектив продовжив грати у другому дивізіоні.

### «Череповець»
Починаючи з сезону 2011/12 років у Першості Росії серед ЛФК (в зоні «Золоте кільце») виступає ФК «Череповець» (до 2013 року — «Лелека»). У 2015 році посів 3-є місце, в 2016-у — 2-е, у сезоні-2017 виграв зональний турнір (у фінальному турнірі в Сочі зайняв 7-е місце з 8-и команд-учасниць).
У 2016 році клуб взяв участь в Кубку Росії — в першому раунді (1/256 фіналу) виграв у тверської «Волги», а в 1/128 фіналу поступився на виїзді московському «Солярису».

## Досягнення

### «Шексна»
- Другий дивізіон (зона «Захід»)
  -  Чемпіон (1): 2000
  -  Срібний призер (2): 2006, 2007
  -  Бронзовий призер (1): 2008

- ЛФЛ (зона «Золоте кільце»)
  -  Чемпіон (1): 1999
  -  Срібний призер (1): 1998

### ФК «Череповець»
- ЛФЛ (зона «Золоте кільце»)
  -  Чемпіон (2): 2017, 2019
  -  Срібний призер (2): 2016, 2018
  -  Бронзовий призер (1): 2015

## Статистика виступів
| Рік     | Ліга                                           | Місце  | В  | Н  | П  | Голи  | Очки                          | Бомбардири                          | Кубок |
| ------- | ---------------------------------------------- | ------ | -- | -- | -- | ----- | ----------------------------- | ----------------------------------- | ----- |
| 1998    | Першість Росії серед КФК, зона «Золоте кільце» |        | 12 | 4  | 2  | 38-22 | 40                            | ?                                   | —     |
| 1999    | Першість Росії серед КФК, зона «Золоте кільце» |        | 15 | 4  | 3  | 65-12 | 69                            | Вадим Турутін — 9                   | 3 д   |
| 1999    | Першість Росії серед КФК, зона «Золоте кільце» | 1/4    | 15 | 4  | 3  | 65-12 | 69                            | Вадим Турутін — 9                   |       |
| 1999    | Финальный турнир                               | груп.  | 1  | 2  | 2  | 6-7   | 5                             | ?                                   | —     |
| 2000    | II дивізіон, зона «Захід»                      |        | 19 | 12 | 5  | 58-33 | 69                            | Андрій Ніколаєв — 13                | 1/256 |
| 2000    | Фінальний етап                                 | 1 из 2 | 1  | 0  | 1  | 3-3   | 1:0 (д), 2:3 (в) з ФК «Хімки» | Андрій Ніколаєв — 13                | 1/256 |
| 2001    | II дивізіон, зона «Захід»                      | 6      | 20 | 7  | 11 | 66-48 | 67                            | Олександр Рогулін — 15              | 1/128 |
| 2002    | II дивізіон, зона «Захід»                      | 6      | 18 | 11 | 9  | 57-46 | 65                            | Олексій Федотов — 15                | 1/128 |
| 2003    | II дивізіон, зона «Захід»                      | 17     | 10 | 11 | 15 | 37-50 | 41                            | Олександр Рогулін — 9               | 1/32  |
| 2004    | II дивізіон, зона «Захід»                      | 7      | 14 | 9  | 9  | 52-40 | 51                            | Олександр Рогулін — 7               | 1/256 |
| 2005    | II дивізіон, зона «Захід»                      | 10     | 11 | 11 | 10 | 34-39 | 44                            | Вадим Янчук — 8                     | 1/128 |
| 2006    | II дивізіон, зона «Захід»                      |        | 18 | 6  | 10 | 52-37 | 60                            | Вадим Янчук — 20                    | 1/512 |
| 2007    | II дивізіон, зона «Захід»                      |        | 15 | 8  | 7  | 50-33 | 53                            | Григорій Гнєдов Дмитро Калінін — 10 | 1/256 |
| 2008    | II дивізіон, зона «Захід»                      |        | 20 | 8  | 8  | 46-26 | 68                            | Іслам Бідов — 8                     | 1/128 |
| 2009    | II дивізіон, зона «Захід»                      | 13     | 11 | 13 | 12 | 44-45 | 46                            | Олександр Жикул — 10                | 1/128 |
| 2010    | II дивізіон, зона «Захід»                      | 5      | 14 | 7  | 11 | 40-38 | 49                            | Андрій Гацко — 8                    | 1/64  |
| 2011/12 | II дивізіон, зона «Захід»                      | 8      | 20 | 7  | 18 | 51-49 | 67                            | Азамат Курачінов — 7                | 1/128 |

## Відомі тренери
- Сергій Герасимець (2003)